# Agostino Carracci

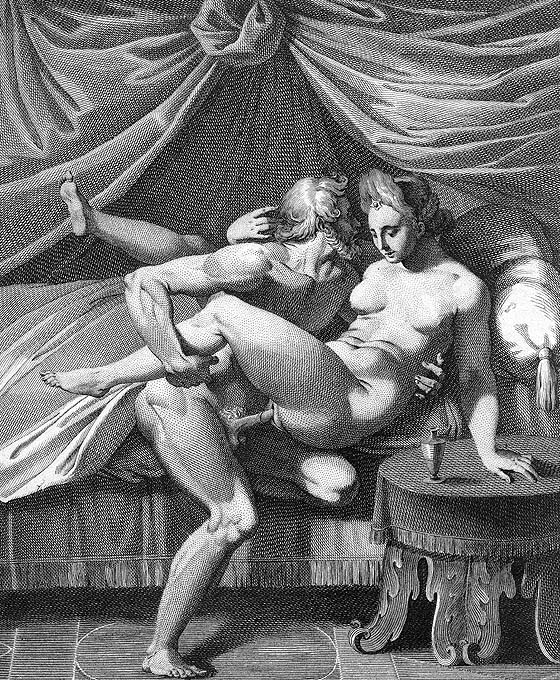
Dibuix de Júpiter i Juno

Agostino Carracci o Caracci (Bolonya, 16 d'agost de 1557 - Parma, 22 de març de 1602), pintor i gravador italià, fundador de l'Accademia degli Incamminati.
Seguia com ideal la naturalesa, i va ser el fundador de l'escola que buscava una visió més particularitzada d'aquesta, tal com l'expressava Caravaggio. Es va formar en l'ambient manierista bolonyès, especialment amb l'arquitecte i tallista Domenico Tibaldi.
Va fer viatges d'estudis a Venècia el 1582, a Parma entre 1586 i 1587, tornant a Venècia entre 1587 i 1589. De 1574 daten les seves intervencions en pintures de: Federico Barocci, Tintoretto, Antonio Campi i Correggio.
Va col·laborar amb els seus germans Ludovico i Annibale en els frescs del Palazzo Fava, realitzats el 1584 i al Palazzo Magnani, entre 1590 i 1592. D'aquest any és també la Comunió de Sant Jeroni, en l'actualitat conservada en la Pinacoteca Nacional de Bolonya.
Entre els seus deixebles directes cal fer esment de Francesco Albani i Alessandro Algardi.